# Carex maquensis
Carex maquensis är en halvgräsart som beskrevs av Y.C.Yang. Carex maquensis ingår i släktet starrar, och familjen halvgräs. Inga underarter finns listade i Catalogue of Life.